# Marco Lollobrigida
Marco Lollobrigida (Roma, 3 aprile 1971) è un giornalista, telecronista sportivo e conduttore televisivo italiano, vicedirettore di Rai Sport.

## Biografia
Il nonno paterno di Marco era un cugino del padre dell'attrice Gina Lollobrigida; è pertanto imparentato anche con il politico Francesco e con la pattinatrice Francesca.
Spesso ospite di 90º minuto, è stato scelto come telecronista in molte partite di Coppa Italia, coadiuvato da Vincenzo D'Amico o Ubaldo Righetti. Oltre al calcio segue il canottaggio alle Olimpiadi o nei Mondiali, in sostituzione di Gian Piero Galeazzi, accompagnato dal commento tecnico di Raffaello Leonardo.
Nel 2012 è telecronista delle partite degli Europei e nel 2013 delle partite della Confederations Cup. Commenta, sempre per Rai Sport, alcune partite dei Mondiali 2014 e gli incontri dell'Under-21 e gli Europei Under-21 2015 in Repubblica Ceca con il commento tecnico affidato a Paolo Tramezzani. Con Lorenzo Amoruso commenta alcune partite del Campionato europeo di calcio 2016 in Francia.
Nel 2015 viene scelto come doppiatore del commentatore Max Kellerman nella versione italiana del film Creed - Nato per combattere e nel sequel Creed II.
Nel 2016 conduce il sabato in seconda serata su Rai 2 Calcio Champagne, programma dedicato all'analisi e alle interviste ai protagonisti degli anticipi della Serie A con ospite fisso Mario Sconcerti.
A maggio 2017, conduce insieme a Massimiliano Rosolino il programma La Grande Corsa, sul centesimo Giro d'Italia, in onda su Raidue.
A giugno 2017 è telecronista delle partite dell'Italia negli Europei Under-21 in Polonia. Nel 2018, col ritorno in Rai della Champions dopo 6 anni, è telecronista di alcune partite alternandosi a Stefano Bizzotto.
Dal 2019 conduce su Rai 2 A tutta rete per i post partita della Serie A della domenica pomeriggio. Dal 2020 conduce su Rai Radio 2 la trasmissione Campioni del mondo con Ciccio Graziani e Domenico Marocchino. Nell’estate del 2021 conduce, insieme a Danielle Madam, Notti Europee in occasione dell’Europeo. Il 12 luglio insieme a Serena Autieri conduce in prima serata su Rai 1 Notte Azzurra - La vittoria per celebrare appunto il trionfo della Nazionale. Da agosto conduce 90º minuto su Rai 2 affiancato da Giovanna Carollo (l’anno seguente condurrà anche lo speciale per i turni infrasettimanali e quello per la festa dello scudetto del Napoli).
Nel 2022 conduce Speciale Mondiale 2022 su Rai 2 la sera della cerimonia inaugurale del Mondiale in Qatar affiancato da Daniele Adani e Claudio Marchisio, oltre ad alcuni pre e post-partita. Nel maggio del 2023 è bordocampista in occasione della semifinale di andata di Europa League Juventus-Siviglia e della finale Siviglia-Roma, gare trasmesse eccezionalmente su Rai 1.
Nel luglio del 2023 diventa vicedirettore di Rai Sport venendo poi sostituito a 90º minuto da Paola Ferrari.
In occasione dell'Europeo 2024 conduce i pre e post-partita con Simona Rolandi su Rai 1 e Rai 2. Nella stessa estate esce il suo libro Oro rosa. Le donne che hanno portato l'Italia in cima al podio olimpico.